# Carmella Bing
Carmella Bing, född 21 oktober 1981 i Salem, Oregon, är en amerikansk porrskådespelerska.